# Heliophanus decempunctatus
Heliophanus decempunctatus là một loài nhện trong họ Salticidae.
Loài này thuộc chi Heliophanus. Heliophanus decempunctatus được Lodovico di Caporiacco miêu tả năm 1941.